# Бенджамас Сангарам
Бенджамас Сангарам (нар. 11 січня 1975) — колишня таїландська тенісистка.
Найвищу одиночну позицію світового рейтингу — 298 місце досягла 16 вересня 1996, парну — 134 місце — 29 вересня 1997 року.
Здобула 1 одиночний та 9 парних титулів туру ITF.
Завершила кар'єру 2000 року.

## Фінали ITF
| Легенда         |
| --------------- |
| турніри $50,000 |
| турніри $25,000 |
| турніри $10,000 |

### Одиночний розряд (1–0)
| Результат | Ранг | Дата           | Турнір              | Покриття | Суперниця      | Рахунок  |
| --------- | ---- | -------------- | ------------------- | -------- | -------------- | -------- |
| Перемога  | 1.   | 17 жовтня 1999 | Джакарта, Індонезія | Тверде   | Сатомі Кіндзьо | 6-4, 6-3 |

### Парний розряд (9–7)
| Результат | Ранг | Дата              | Турнір                           | Покриття | Партнерка          | Суперниці                                | Рахунок          |
| --------- | ---- | ----------------- | -------------------------------- | -------- | ------------------ | ---------------------------------------- | ---------------- |
| Поразка   | 1.   | 2 вересня 1991    | Бангкок, Таїланд                 | Тверде   | Сувімол Дуанчань   | Лі Фан Тан Мінь                          | 4–6, 2–6         |
| Перемога  | 2.   | 15 листопада 1992 | Маніла, Філіппіни                | Тверде   | Сувімол Дуанчань   | Mia Fernandez Evangelina Olivarez        | 6–1, 6–3         |
| Перемога  | 3.   | 22 листопада 1992 | Нонтхабурі, Таїланд              | Тверде   | Сувімол Дуанчань   | Сейко Ітіока Сенді Шуріфонґ              | 6-4, 6-7, 6-3    |
| Поразка   | 4.   | 9 травня 1994     | Бандар-Сері-Бегаван, Бруней      | Тверде   | Іраваті Іскандар   | Фукуда Анорі Наґатомі Кейко              | 6–7, 3–6         |
| Перемога  | 5.   | 2 квітня 1995     | Джакарта, Індонезія              | Тверде   | Ліза Тан           | Хосокі Юко Park In-sook                  | 5-7, 7-5, 6-3    |
| Перемога  | 6.   | 18 вересня 1995   | Самутпракан (провінція), Таїланд | Тверде   | Тамарін Танасугарн | Агустіне Ліманто Вероніка Відьядгарма    | 7-5, 1-6, 6-4    |
| Поразка   | 7.   | 5 травня 1996     | Сеул, Південна Корея             | Тверде   | Чхой Йон Ча        | Кетрін Берклей Керрі-Енн Г'юз            | 1-6, 2-6         |
| Поразка   | 8.   | 2 червня 1996     | Тайбей, Chinese Taipei           | Тверде   | Джулі Хуан         | Міяко Атака Ісіда Кейко                  | 6-7, 3-6         |
| Поразка   | 9.   | 11 серпня 1996    | Таракан (місто), Індонезія       | Тверде   | Чон Мі Ра          | Аннабел Еллвуд Керрі-Енн Г'юз            | 3-6, 2-6         |
| Перемога  | 10.  | 17 травня 1997    | Кебулче, Австралія               | Ґрунт    | Асагое Сінобу      | Нанні де Вільєрс Ліза Макші              | 6–4, 7–5         |
| Перемога  | 11.  | 24 травня 1997    | Джимпі, Австралія                | Ґрунт    | Асагое Сінобу      | Нанні де Вільєрс Ліза Макші              | 5-7, 6-3, 6-3    |
| Поразка   | 12.  | 31 травня 1997    | Бандаберг, Австралія             | Ґрунт    | Асагое Сінобу      | Нанні де Вільєрс Ліза Макші              | 6-4, 1-6, 1-6    |
| Поразка   | 13.  | 7 червня 1997     | Іпсвіч (Квінсленд), Австралія    | Ґрунт    | Асагое Сінобу      | Нанні де Вільєрс Ліза Макші              | 4-6, 6-3, 5-7    |
| Перемога  | 14.  | 3 серпня 1997     | Бандунґ, Індонезія               | Тверде   | Ісіда Кейко        | Хотта Томое Ямаґісі Йоріко               | 6-2, 3-6, 6-4    |
| Перемога  | 15.  | 6 квітня 1998     | Дубай, ОАЕ                       | Тверде   | Вінне Пракуся      | Петра Гашпар Людмила Вармужова           | 7–6(1), 1–6, 6–3 |
| Перемога  | 16.  | 18 жовтня 1999    | Джакарта, Індонезія              | Тверде   | Ліза Андріяні      | Рушмі Чакравартхі Сай Джаялакшмі Джаярам | 6–0, 6–3         |